# Persone di nome Andrij
| Questa pagina contiene informazioni ricavate automaticamente dalle voci biografiche con l'ausilio del template Bio e di un bot. L'aggiornamento è periodico e automatico e ricostruisce completamente la pagina. Se manca una persona in questa lista, sei pregato di non aggiungerla, ma accertati piuttosto che la sua voce biografica contenga il template Bio e che i dati anagrafici siano correttamente compilati. Se il template Bio manca, inseriscilo tu stesso o, in alternativa, metti l'avviso {{tmp\|Bio}} che ne segnala la mancanza. Se i dati riportati sono sbagliati, correggi direttamente la voce biografica; le modifiche saranno visibili in questa lista entro pochi giorni. Per chiarimenti vedi il progetto antroponimi. La lista contiene solo le 95 persone che sono citate nell'enciclopedia e per le quali è stato implementato correttamente il template Bio. Pagina aggiornata al 16 ott 2024. |

Questa è una lista di persone presenti nell'enciclopedia che hanno il prenome Andrij, suddivise per attività principale.

## Allenatori di calcio(6)
- Andrij Bal', allenatore di calcio e calciatore ucraino (Novyj Rozdil, n. 1958 - Kiev, † 2014)
- Andrij Biba, allenatore di calcio e ex calciatore sovietico (Kiev, n. 1937)
- Andrij Demčenko, allenatore di calcio e ex calciatore ucraino (Zaporižžja, n. 1976)
- Andrij Pjatov, allenatore di calcio e ex calciatore ucraino (Kropyvnyc'kyj, n. 1984)
- Andrij Voronin, allenatore di calcio e ex calciatore ucraino (Odessa, n. 1979)
- Andrij Zaporožan, allenatore di calcio e ex calciatore ucraino (Ovidiopol', n. 1983)

## Allenatori di pallanuoto(1)
- Andrij Kovalenko, allenatore di pallanuoto e ex pallanuotista ucraino (Kiev, n. 1970)

## Allenatori di tennis(1)
- Andrij Medvedjev, allenatore di tennis e ex tennista ucraino (Kiev, n. 1974)

## Altisti(1)
- Andrij Procenko, altista ucraino (Cherson, n. 1988)

## Biatleti(1)
- Andrij Deryzemlja, biatleta ucraino (Žovtneve, n. 1977)

## Calciatori(44)
- Andrij Annenkov, ex calciatore sovietico (Vinnycja, n. 1969)
- Andrij Bacula, calciatore ucraino (Kremenčuk, n. 1992)
- Andrij Berezovčuk, ex calciatore ucraino (Mykolaïv, n. 1981)
- Andrij Blizničenko, calciatore ucraino (Novohrad-Volyns'kyj, n. 1994)
- Andrij Bohdanov, calciatore ucraino (Kiev, n. 1990)
- Andrij Borjačuk, calciatore ucraino (Vinnycja, n. 1996)
- Andrij Bus'ko, calciatore ucraino (Černeve, n. 1997)
- Andrij Romanovyč Chomyn, calciatore sovietico (Ivano-Frankivs'k, n. 1968 - † 1999)
- Andrij Mychajlovyč Chomyn, ex calciatore ucraino (n. 1982)
- Andrij Curikov, calciatore ucraino (Zaporižžja, n. 1992)
- Andrij Dombrovs'kyj, calciatore ucraino (Kiev, n. 1995)
- Andrij Dykan', ex calciatore ucraino (Charkiv, n. 1977)
- Andrij Hitčenko, ex calciatore ucraino (Kiev, n. 1984)
- Andrij Hrynčenko, ex calciatore ucraino (Ternopil', n. 1986)
- Andrij Husin, calciatore ucraino (Zoločiv, n. 1972 - Kiev, † 2014)
- Andrij Jakovljev, calciatore ucraino (Charkiv, n. 1989)
- Andrij Jakymiv, calciatore ucraino (Červonohrad, n. 1997)
- Andrij Jarmolenko, calciatore ucraino (Leningrado, n. 1989)
- Andrij Kornjev, ex calciatore ucraino (Kiev, n. 1978)
- Andrij Korobenko, calciatore ucraino (Černihiv, n. 1997)
- Andrij Kožuchar, calciatore ucraino (Tiraspol, n. 1999)
- Andrij Kravčuk, calciatore ucraino (Černivci, n. 1999)
- Andrij Kucharuk, calciatore ucraino (Ternopil', n. 1995)
- Andrij Kulakov, calciatore ucraino (n. 1999)
- Andrij Lunin, calciatore ucraino (Krasnohrad, n. 1999)
- Andrij Markovyč, calciatore ucraino (Mel'nyč, n. 1995)
- Andrij Miščenko, calciatore ucraino (Butenky, n. 1991)
- Andrij Mostovyj, calciatore ucraino (Obuchiv, n. 1988)
- Andrij Nesmačnyj, ex calciatore ucraino (Brjansk, n. 1979)
- Andrij Nesterov, calciatore ucraino (Zaporižžja, n. 1990)
- Andrij Oberemko, ex calciatore ucraino (Tokmak, n. 1984)
- Andrij Pokladok, ex calciatore ucraino (n. 1971)
- Andrij Pyljavs'kyj, ex calciatore ucraino (Kiev, n. 1988)
- Andrij Raspopov, ex calciatore ucraino (Leopoli, n. 1978)
- Andrij Remenjuk, calciatore ucraino (Hnivan', n. 1999)
- Andrij Rusol, ex calciatore ucraino (Kropyvnyc'kyj, n. 1983)
- Andrij Sachnevyč, calciatore ucraino (Žytomyr, n. 1989)
- Andrij Slinkin, calciatore ucraino (Odessa, n. 1991)
- Andrij Smal'ko, ex calciatore ucraino (Černobyl', n. 1981)
- Andrij Sydel'nykov, ex calciatore sovietico (Roven'ky, n. 1967)
- Andrij Tkačuk, calciatore ucraino (Žytomyr, n. 1987)
- Andrij Totovyc'kyj, calciatore ucraino (Kricils'k, n. 1993)
- Andrij Vorobej, ex calciatore ucraino (Donec'k, n. 1978)
- Andrij Štohrin, calciatore ucraino (Odessa, n. 1998)

## Canoisti(1)
- Andrij Chimič, ex canoista sovietico (Makiïvka, n. 1937)

## Cantanti(1)
- Vjerka Serdjučka, cantante ucraino (Poltava, n. 1973)

## Cestisti(3)
- Andrij Ahafonov, cestista ucraino (Odessa, n. 1986)
- Andrij Malyš, ex cestista ucraino (Kiev, n. 1983)
- Andrej Sopin, cestista russo (Mosca, n. 1997)

## Ciclisti su strada(3)
- Andrij Chrypta, ex ciclista su strada e mountain biker ucraino (Znam"janka, n. 1986)
- Andrij Hrivko, ex ciclista su strada ucraino (Sinferopoli, n. 1983)
- Andrij Ponomar, ciclista su strada ucraino (Černihiv, n. 2002)

## Combinatisti nordici(1)
- Andrij Pylypčuk, combinatista nordico ucraino (n. 2002)

## Compositori(1)
- Andrij Jakovyč Štoharenko, compositore e docente sovietico (Novi Kodaky, n. 1902 - Kiev, † 1992)

## Diplomatici(2)
- Andrij Mel'nyk, diplomatico e politico ucraino (Leopoli, n. 1975)
- Andrij Sybiha, diplomatico e politico ucraino (Zboriv, n. 1975)

## Dirigenti sportivi(1)
- Andrij Ševčenko, dirigente sportivo, allenatore di calcio e ex calciatore ucraino (Dvirkivščyna, n. 1976)

## Generali(1)
- Andrij Taran, generale e politico ucraino (Francoforte sull'Oder, n. 1955)

## Hockeisti su ghiaccio(1)
- Andrij Srjubko, ex hockeista su ghiaccio ucraino (Kiev, n. 1975)

## Imprenditori(1)
- Andrij Sadovyj, imprenditore e politico ucraino (Leopoli, n. 1968)

## Lottatori(5)
- Andrij Dželep, lottatore ucraino (Tulukiv, n. 2000)
- Andrij Jacenko, lottatore ucraino (n. 1997)
- Andrij Kalašnykov, ex lottatore ucraino (n. 1964)
- Andrij Kulyk, lottatore ucraino (n. 1998)
- Andrij Stadnik, lottatore ucraino (n. 1982)

## Martellisti(1)
- Andrij Skvaruk, ex martellista ucraino (n. 1967)

## Nuotatori(2)
- Andrij Hovorov, nuotatore ucraino (Sebastopoli, n. 1992)
- Andrij Serdinov, nuotatore ucraino (Luhans'k, n. 1982)

## Pallavolisti(1)
- Andrij Djačkov, pallavolista ucraino (Kiev, n. 1985)

## Pentatleti(2)
- Andrij Fedečko, pentatleta ucraino (Leopoli, n. 1990)
- Andrij Jefremenko, pentatleta ucraino (n. 1977)

## Pesisti(1)
- Andrij Semenov, pesista e discobolo ucraino (Orhei, n. 1984)

## Politici(4)
- Andrij Antonyščak, politico ucraino (Novyj Rozdil, n. 1969 - † 2024)
- Andrij Jermak, politico, produttore cinematografico e avvocato ucraino (Kiev, n. 1971)
- Andrij Mel'nyk, politico e militare ucraino (Galizia, n. 1890 - † 1964)
- Andrij Parubij, politico ucraino (Červonohrad, n. 1971)

## Presbiteri(1)
- Andrij Bandera, presbitero e politico ucraino (Stryj, n. 1882 - Kiev, † 1941)

## Pugili(2)
- Andrij Fedčuk, pugile ucraino (Kolomyja, n. 1980 - Kolomyja, † 2009)
- Andrij Kotel'nyk, ex pugile ucraino (Leopoli, n. 1977)

## Scacchisti(1)
- Andrij Volokitin, scacchista ucraino (Leopoli, n. 1988)

## Schermidori(2)
- Andrij Jahodka, schermidore ucraino (n. 1988)
- Andrij Pohrebnjak, schermidore ucraino (n. 1988)

## Scrittori(1)
- Andrij Kurkov, scrittore ucraino (Leningrado, n. 1961)

## Slittinisti(2)
- Andrij Lysec'kyj, slittinista ucraino (Leopoli, n. 1998)
- Andrij Mandzij, slittinista ucraino (Kremenec', n. 1988)